# 홍콩의 사형제
홍콩은 영국 일반법 및 영국 국회에서 1861년부터 법을 시행하였다.

## 역사
1965년 영국은 사형을 폐지하기 시작했다. 당시 영국 치하 홍콩은 1966년 마지막 집행 이후 사형 집행을 중단했고 홍콩법례에는 사형이 유지되고 법원도 이에 따라 사형을 집행한다. 그당시에 사형선고를 받은 범인은, 모두 영국 여왕 엘리자베스 2세나 홍콩 총독이 사면하고, 종신형으로 바꿨다. 1993년 4월 21일 입법원은 법례를 개정하고 공식적으로 사형을 폐지하고 종신형을 법정 최고형으로 삼았다. 1997년 7월 1일 홍콩 주권은 중화인민공화국으로 이관되었고, 일국양제(一國兩制) 원칙에 따라 영국 통치 시대 대부분의 법률이 존치돼 사형이 집행되지 않았다.

## 같이 보기
- 마카오의 사형제
- 중화인민공화국의 사형제
- 중화민국의 사형제